# Western Culture
Western Culture – szósty i ostatni oficjalny album nagrany i wydany przez progresywną i awangardową grupę Henry Cow.

## Historia nagrania płyty
Po odejściu w styczniu 1976 r. gitarzysty basowego Johna Greavesa do grupy Kev Rhone, a potem National Health zespół koncertował bez niego i partie basowe wykonywał multiinstrumentalista Fred Frith, jednak najpilniejszym zadaniem było znalezienie odpowiedniego gitarzysty basowego. Po prawie półrocznych poszukiwaniach i przesłuchaniach wybrano basistkę z grupy Hi-tones Georgie Born, która była także świetną wiolonczelistką.
W marcu 1977 r. Henry Cow odbył serię wspólnych koncertów z zespołem Mike Westbrook Band, który zgromadził najlepszych jazzowych muzyków Wielkiej Brytanii, oraz folkowym wokalistą Frankiem Armstrongiem. Wszyscy artyści występowali pod wspólną nazwą The Orckestra. Koncerty trwały ponad trzy godziny.
Wkrótce Henry Cow wyruszył na pierwsze od 3 lat tournée po Wielkiej Brytanii. Pierwszą połowę koncertów wykonywali z grupą byłego swojego muzyka Geoffa Leigha Red Balune, a drugą – z zaproszonym zespołem Etron Fou Leloublan. Tournée liczyło 11 koncertów.
W październiku 1977 r. Henry Cow wymusił na firmie Virgin Records zerwanie kontraktu, gdyż firma ta już w ogóle nie wywiązywała się ze swych obowiązków, pozbywając się grup progresywnych i awangardowych w obliczu tryumfu punk rocka.
Następny album grupa postanowiła wydać w swojej firmie nagraniowej Broadcast Records.
Na skutek pogarszającego się od września stanu zdrowia, wokalistka Dagmar Krause odeszła z zespołu i powróciła do Hamburga, zastrzegając, że na pewno zaśpiewa na następnym albumie.
W styczniu 1978 r. grupa już z Dagmar Krause weszła do Sunset Studio w Szwajcarii i rozpoczęła nagrywanie nowego albumu.
Po powrocie do Londynu grupa podzieliła się na dwie frakcje: część optowała za bardziej reprezentatywnym dla Henry Cow albumem instrumentalnym, a druga część za albumem wokalnym. W związku z tym sporem Fred Frith i Chris Cutler za własne pieniądze wynajęli studio, w którym z Dagmarą dograli brakujące do pełnego wokalno-instrumentalnego albumu cztery utwory. Trio to założyło nowy zespół Art Bears i pod jego szyldem wydało album Hopes and Fears. Henry Cow w komplecie dokończył nagrywanie swojego albumu w lipcu i sierpniu i został od wydany pod nazwą Western Culture.

## Muzycy

### Zespół
- Lindsay Cooper: fagot, obój, saksofon sopranowy i rodzaj dawnego fletu (ang. soprano recorder)
- Chris Cutler: perkusja, zelektryfikowana perkusja, pianino (tylko w utworze 1) i trąbka (tylko w utworze 3), hałas
- Fred Frith: gitara akustyczna, gitara elektryczna, gitara basowa, bandżo, saksofon sopranowy (tylko w utworze 3)
- Tim Hodgkinson: organy, saksofon altowy, klarnet, gitara hawajska (w utworach 1 i 2)

### Dodatkowi muzycy
- Anne-Marie Roelofs: puzon i skrzypce (w utworach 1–6 i 9)
- Irene Schweitzer: pianino (tylko w utworze 5)
- Georgie Born: gitara basowa (w utworach 7, 8 i 10)

## Lista utworów
- History & Prospects

1. Industry (Tim Hodgkinson) – 6:51
2. The Decay of Cities (Tim Hodgkinson) – 6:49
3. On the Raft (Tim Hodgkinson) – 3:58

- Day by Day

1. Falling Away (Lindsay Cooper) – 7:30
2. Gretel’s Tale (Lindsay Cooper) – 3:52
3. Look Back(Lindsay Cooper) – 1:13
4. Half the Sky (Lindsay Cooper/Tim Hodgkinson) – 6:37

- Utwory dodatkowe

1. Viva Pa Ubu (Tim Hodgkinson) – 4:21
2. Look Back (nagranie alternatywne) (Lindsay Cooper) – 1:14
3. Slice (Lindsay Cooper) – 0:36

## Opis płyty
- Producent: Henry Cow
- Miejsce nagrania: Sunrise Studio, Kirchberg, Szwajcaria
- Czas nagrania:

1–6, 9 i 10 – pomiędzy 24 lipca a 8 sierpnia 1978 r.
7, 8 – styczeń 1978
- Miksowanie: Henry Cow i Etienne Conod w Sunrise Studio
- Miksowanie do edycji na CD: 8, 9 i 10 w Studio Midi Pyrenees we Francji – Bob Drake
- Okładka (obraz i tekst we wkładce): Chris Cutler
- Projekt okładki i całej wkładki: Gregg Skerman

## Wznowienie
Wznowienie zremiksowane z trzema dodatkowymi utworami: ECD 81652